# فخری نیشابوری
مولوی شاه‌عبدالقادر مهربان فخری نیشابوری (زاده نیشابور، درگذشته در ۱۱۰۹ هجری شمسی، هند) از شاعران پارسی‌گوی سبک هندی در قرن دوازدهم هجری قمری است. از زندگی فخری اطلاعات زیادی در دست نیست اما برخی از اشعار او در تذکرهٔ نتایج‌الافکار گردآوری شده‌اند.

### نمونه اشعار
| به عرض مدعا شد بس که خوگر چشم گریانم |  | به رنگ آبشار اشکی که می‌ریزم صدا دارد |